# Ganapathihalli, Bangalore South
Ganapathihalli là một làng thuộc tehsil Bangalore South, huyện Bangalore Urban, bang Karnataka, Ấn Độ.